# Streptogyna
Streptogyna là một chi thực vật có hoa trong họ Hòa thảo (Poaceae).

## Loài
Chi Streptogyna gồm các loài: